# Real Life (album)
Real Life je první řadové album německé skupiny Crown of Creation. Bylo vydáno roku 1994 a je na něm 13 písniček. Na tomto albu už se skupinou nespolupracoval Rick J. Jordan a Herman Frank (Accept).

## Seznam skladeb
1. Empty Life – 5:48
2. Poison – 4:28
3. Story of Life – 4:26
4. Running to the Top – 5:01
5. My Story – 4:58
6. No Time to hesitate – 4:57
7. Memory – 4:27
8. No Problem – 5:05
9. Running to the Top Rick J. Jordan Extended mix – 5:52
10. Ohne ein Wort – 5:04
11. Mister of the Beat – 5:44
12. Liberation – 3:52
13. Frustsong – 4:00

## Obsazení
- Nicole Sukar – Zpěv
- Matthias Blazek – Syntezátor a speciální efekty
- Thomas Czacharowski – Syntezátor a speciální efekty
- Nicole Knauer – Doprovodný zpěv
- Silvia Lohmann – Saxofon
- Christoph von Storch – Kytara
- Bernd Wullkotte – Kytara